# Echte Schlüsselblume
Die Echte Schlüsselblume (Primula veris; Synonym: Primula officinalis Jacq.), auch Primel genannt, ist eine Pflanzenart aus der Gattung der Primeln (Primula) in der Familie der Primelgewächse (Primulaceae). Sie ist in weiten Teilen Europas und Vorderasiens verbreitet.
Die Stiftung Naturschutz Hamburg kürte die Echte Schlüsselblume zur Blume des Jahres 2016.

## Trivialnamen
Lateinisch wurde die Schlüsselblume im Mittelalter als Herba paralisis bezeichnet. Weitere deutsche Trivialnamen (volkstümliche Namen) sind Wiesen-Primel, Frühlings-Schlüsselblume (Schweiz), Wiesen-Schlüsselblume, Arznei-Schlüsselblume und Himmelsschlüssel. Für den Ursprung der Bezeichnung Schlüsselblume, die mindestens seit dem 15. Jahrhundert belegt ist, gibt es verschiedene Interpretationen. Darunter die Ähnlichkeit des ganzen Blütenstandes mit einem Schlüssel, wobei die Blüten selbst den Schlüsselbart und der Stängel das Schlüsselrohr darstellen oder durch die Ähnlichkeit der Blütendolde mit einem Schlüsselbund, wobei die einzelnen Blüten wohl die Schlüssel darstellen. Die Bezeichnung Himmelsschlüssel, die mindestens seit dem 12. Jahrhundert belegt ist, steht wohl im Zusammenhang mit Petrus und dessen Schlüssel zum Himmelreich.

## Beschreibung

### Erscheinungsbild und Blatt

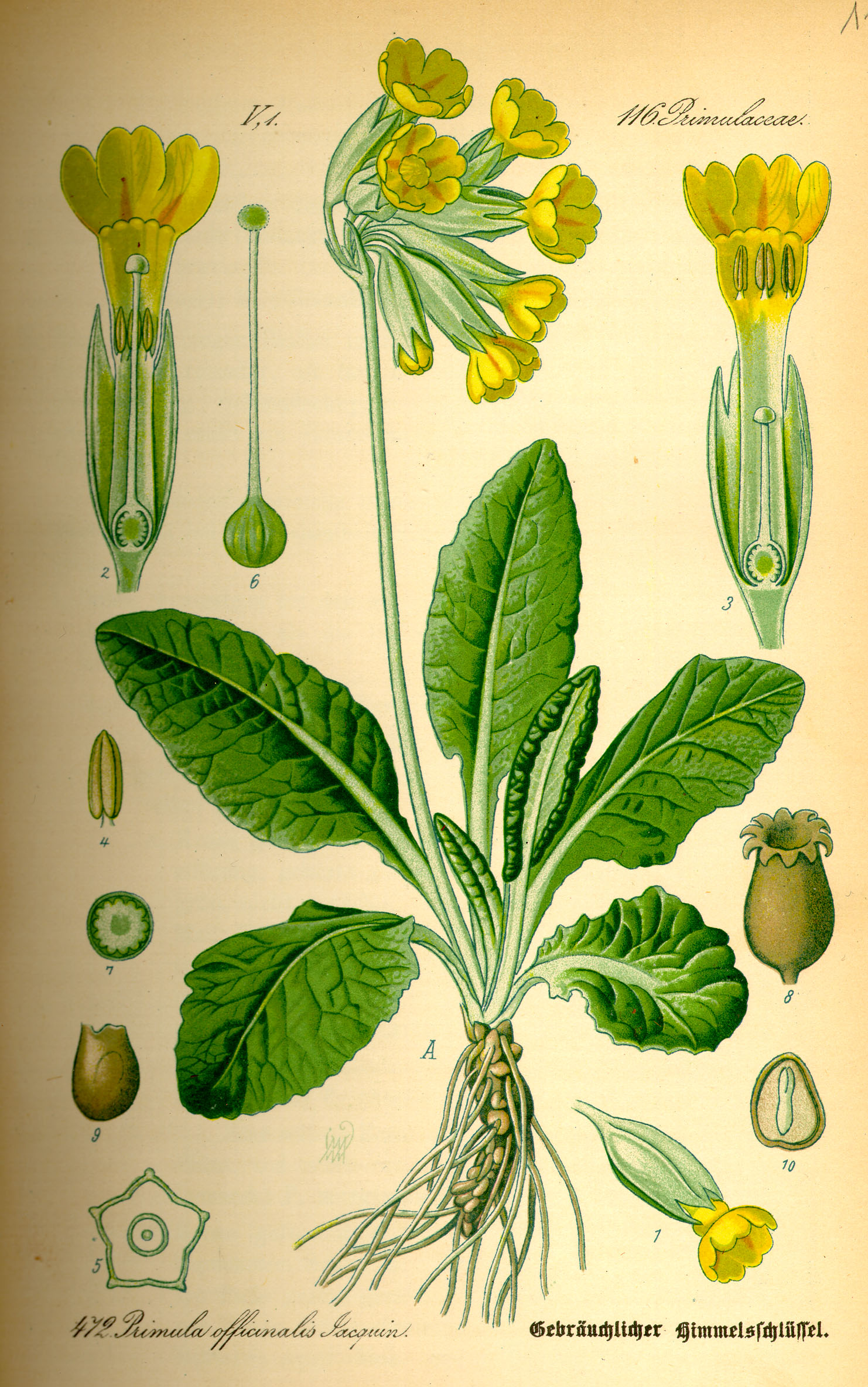
Illustration: auch die Heterostylie ist dargestellt.

Die Echte Schlüsselblume wächst als ausdauernde, krautige Pflanze, die Wuchshöhen von 8 bis 30 Zentimetern erreicht und meist in kleineren und größeren Gruppen anzutreffen ist. Sie überwintert mit einem ausdauernden, dicken, kurzen Rhizom. Die vegetativen Pflanzenteile sind oft flaumig behaart aber nicht bemehlt.
Die Laubblätter sind in einer grundständigen Rosette angeordnet. Die Blattspreite verschmälert sich mehr oder weniger plötzlich in Richtung des geflügelten Blattstiels. Die dünne, einfache Blattspreite entwickelt eine Länge zwischen 5 und 20 Zentimeter, die Breite misst 2 bis 6 Zentimeter. Ihre Form variiert von eiförmig bis eiförmig-länglich. Die Blattspitze ist stumpf bis spitz ausgeprägt. Die dunkelgrüne, mit einfachen Trichomen flaumig behaarte Blattoberseite weist eine runzlige Struktur auf. Die ebenfalls behaarte Blattunterseite ist hellgrün gefärbt. Der wellige und unregelmäßig grob gezähnte Blattrand ist bei jungen Blättern nach unten eingerollt.

### Blütenstand und Blüte

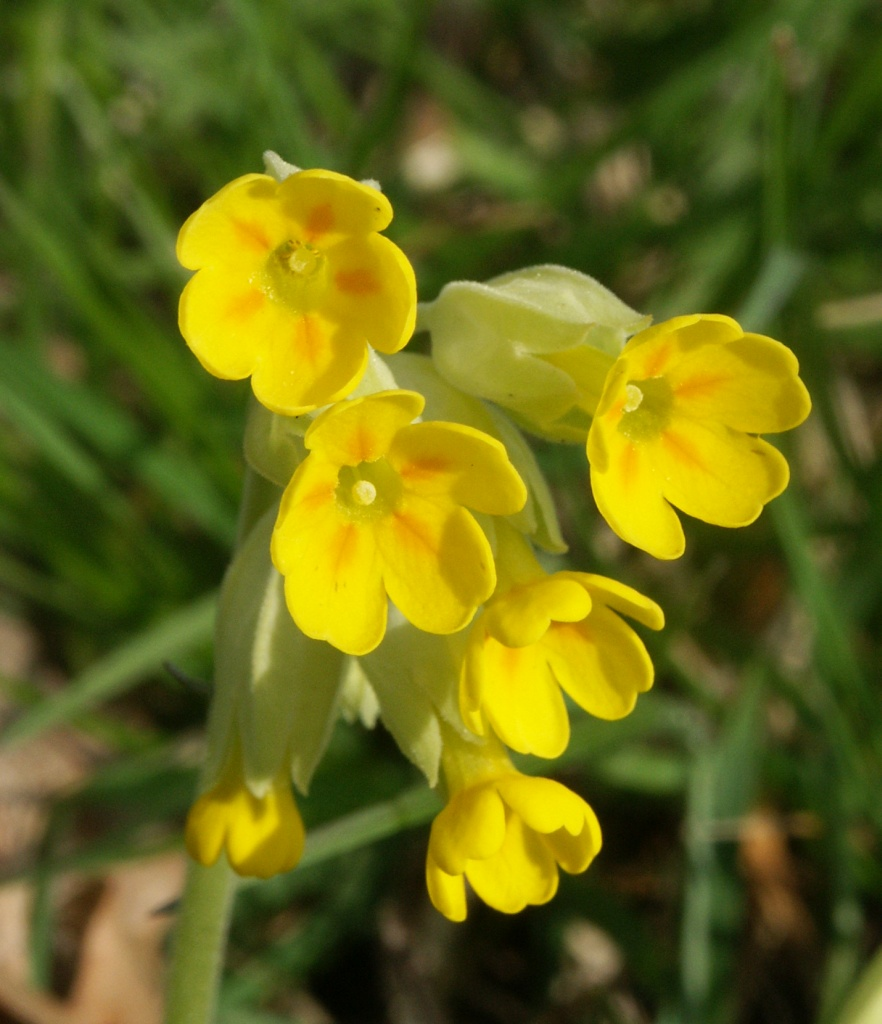
Blütenstand mit fünfzähligen Blüten

Die Blütezeit erstreckt sich von April bis Juni (Deutschland und nördlicher) oder von Februar bis Mai (Österreich, Schweiz, Slowenien etc.). Fünf bis zwanzig Blüten sind in einer endständigen und einseitswendigen, einfachen Dolde angeordnet. Der mehr oder weniger lange, fein behaarte Blütenstandsschaft ist unbeblättert. Die Tragblätter sind flach und ungleich. Die aufrechten bis nickenden, behaarten Blütenstiele sind mit einer Länge von 3 bis 20 Millimetern ein- bis dreimal so lang wie die Tragblätter.
Die zwittrige Blüte ist radiärsymmetrisch und fünfzählig mit doppelter Blütenhülle. Die fünf blass-grünen, 0,8 bis 2 Zentimeter langen Kelchblätter sind bauchig und breit-glockig verwachsen. Die fünf dottergelben Kronblätter sind an ihrer Basis zu einer Röhre verwachsen. Die Kronröhre ist mit einer Länge von 8 bis 20 Millimetern höchstens so lang wie der Kelch. Der Kronschlund weist einen Durchmesser von 8 bis 28 Millimetern auf. Die fünf tellerförmig ausgebreiteten, 8 bis 14 mm langen Kronlappen besitzen an ihrer Basis einen orangefarbenen Fleck und sind am oberen Ende leicht ausgerandet bis deutlich gekerbt. Die fünf Staubblätter sind mit der Kronröhre verwachsen. Fünf Fruchtblätter sind zu einem oberständigen, einkammerigen Fruchtknoten verwachsen. Im Zentrum des Fruchtknotens befindet sich die dicke Plazenta, an der die Samenanlagen sitzen.

### Frucht und Samen

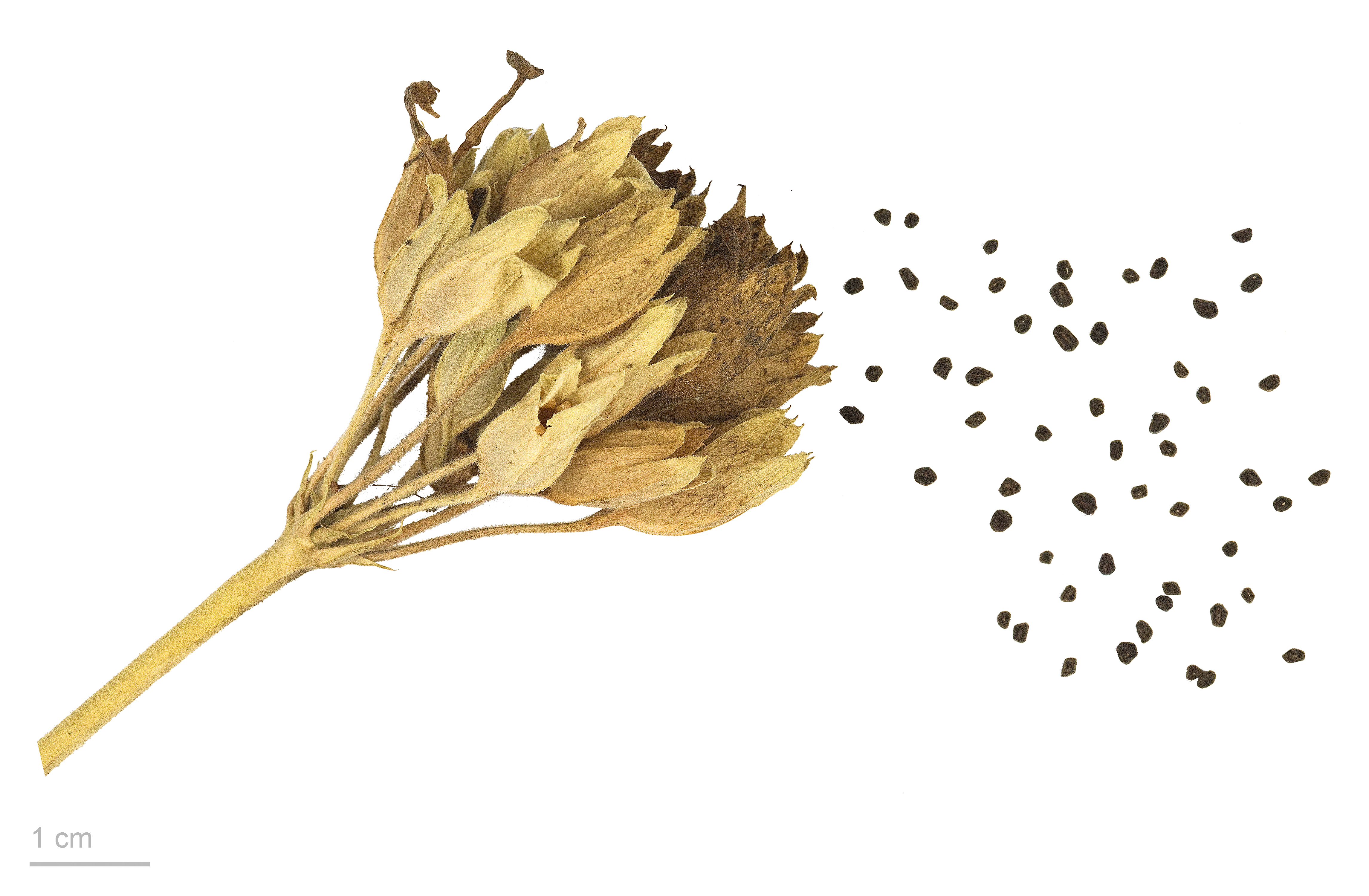
Fruchtstand und Samen

Aus dem Fruchtknoten entwickelt sich eine 5 bis 10 mm lange, vom Kelch umgebene, Kapselfrucht. Sie ist etwa halb so lang wie der überdauernde Kelch, ihre Form ist eiförmig und leicht bauchig ausgeprägt. Bei Reife öffnet sich die Kapsel mit zehn Kapselzähnchen und entlässt die zahlreichen Samen. Die Samen besitzen winzige Bläschen.

### Chromosomenzahl
Für europäische Populationen werden Chromosomenzahlen von 2n = 22 angegeben. Seltener wurde auch 2n = 24 festgestellt.

### Unterscheidungsmerkmale zu ähnlicher Art
Die Merkmale, mit denen sich die Echte Schlüsselblume unter anderem von der Hohen Schlüsselblume (Primula elatior) unterscheidet, sind die dottergelben, stark duftenden Blüten mit ihren fünf orangefarbenen Flecken (Saftmale) im Schlund der Blüte. Die Hohe Schlüsselblume dagegen duftet weniger stark und der Schlund ihrer Blüten ist goldgelb. Der Blütenkelch ist bei der Echten Schlüsselblume blassgrün, bauchig und glockig, während er bei der Hohen Schlüsselblume eng an den Blütenkronblättern anliegt.

## Ökologie
Die Echte Schlüsselblume ist eine Rosettenpflanze mit zwiebelförmigen Erneuerungsknospen. Das kräftige Speicher-Rhizom steht ziemlich senkrecht und verzweigt sich evtl. schon im 2. Jahr.
Blütenökologisch stellen die Blüten Stieltellerblumen dar. Bei den Blüten der Primula veris liegt Heterostylie vor. Sie bildet unterschiedliche Blütentypen mit zwei unterschiedlichen Griffellängen und Staubblattpositionen aus. Der eine Blütentyp besitzt einen langen Griffel und tief in der Kronröhre sitzende Staubblätter. Die köpfige Narbe befindet sich am Kronröhreneingang. Der andere Blütentyp besitzt einen kurzen Griffel, die Staubblätter sind hier wesentlich höher gelegen und enden am Kronröhreneingang. Die Heterostylie dient dazu, Nachbarbestäubung – genetisch gleichwertig mit Selbstbestäubung – zu vermeiden und damit Fremdbestäubung zu unterstützen. Die Bestäubung erfolgt durch langrüsselige Insekten wie Hummeln oder Falter. Die Blütenkrone ist durch Flavonoide gelb gefärbt mit orangefarbenen, duftenden Saftmalen. Die Pollenkörner sind sehr klein.
Die Samen besitzen winzige Bläschen und werden über den Wind ausgebreitet. Zum Keimen benötigen die Samen Kälte und Licht.

### Nahrungspflanze
Die Echte Schlüsselblume dient mehreren Schmetterlingsraupen als Futterpflanze, darunter der Raupe der Silbergrauen Bandeule, auch Trockenrasenbusch-Bandeule genannt (Epilecta linogrisea) und des Schlüsselblumen-Würfelfalters, beides in ihrem Bestand gefährdete Arten.

## Vorkommen

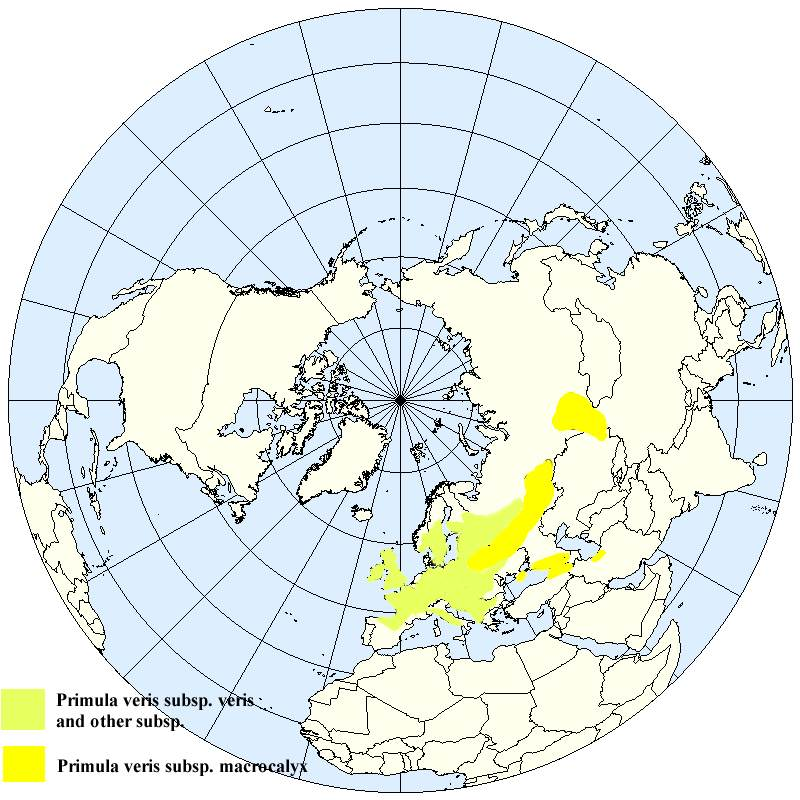
Verbreitungskarte von zwei Unterarten auf der Nordhalbkugel

Diese kalkliebende Art kommt in ganz Europa und Vorderasien vor, lediglich im Süden der Mittelmeerländer und im äußersten Norden ist sie nicht beheimatet. In Mitteleuropa fehlt sie im Tiefland westlich der Elbe weitgehend, im übrigen Tiefland ist sie selten, ebenso in Gebieten mit kalkfreiem Gestein. Im übrigen Mitteleuropa kommt sie zerstreut vor. Sie steigt im Kanton Waadt bis 2200 Meter Meereshöhe auf. Die Art ist in Deutschland durch die BArtSchV besonders geschützt.
Als Standorte werden Raine, Halbtrockenrasen, trockene Wiesen, lichte Laubwälder, Waldränder und Waldschläge insbesondere von krautreichen Eichenwäldern, mitteleuropäischen Flaumeichenmischwäldern, west-submediterranen Flaumeichenwäldern, Hainbuchenwäldern oder auch Seggen-Buchenwäldern bevorzugt. Sie steigt von der Ebene bis zu Höhenlagen von 1700 Metern. Die Echte Schlüsselblume gedeiht am besten auf kalkhaltigen, stickstoffarmen, lockeren Lehmböden mit reichlicher Humusbeimischung.

## Systematik

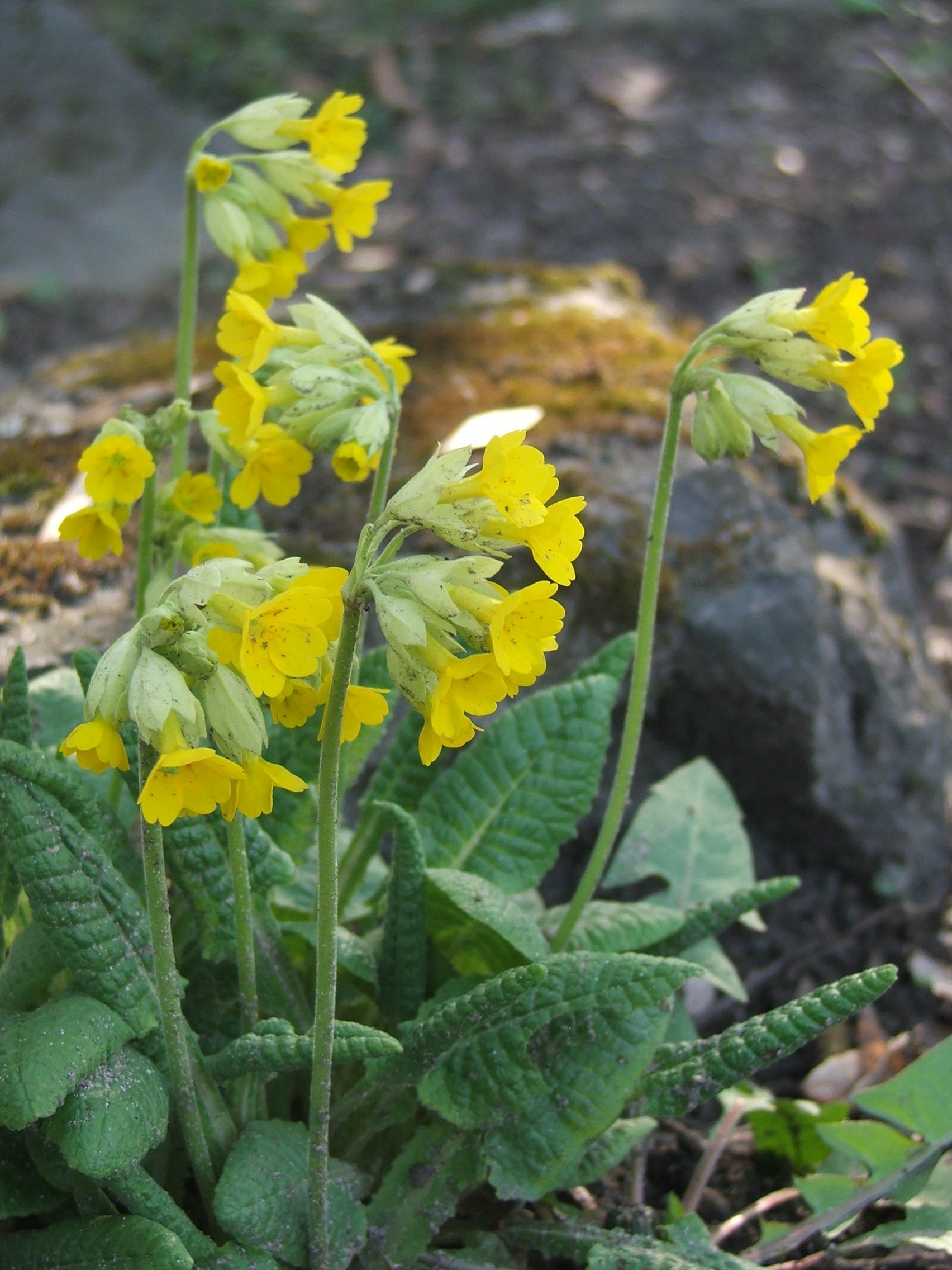
Primula veris subsp. macrocalyx

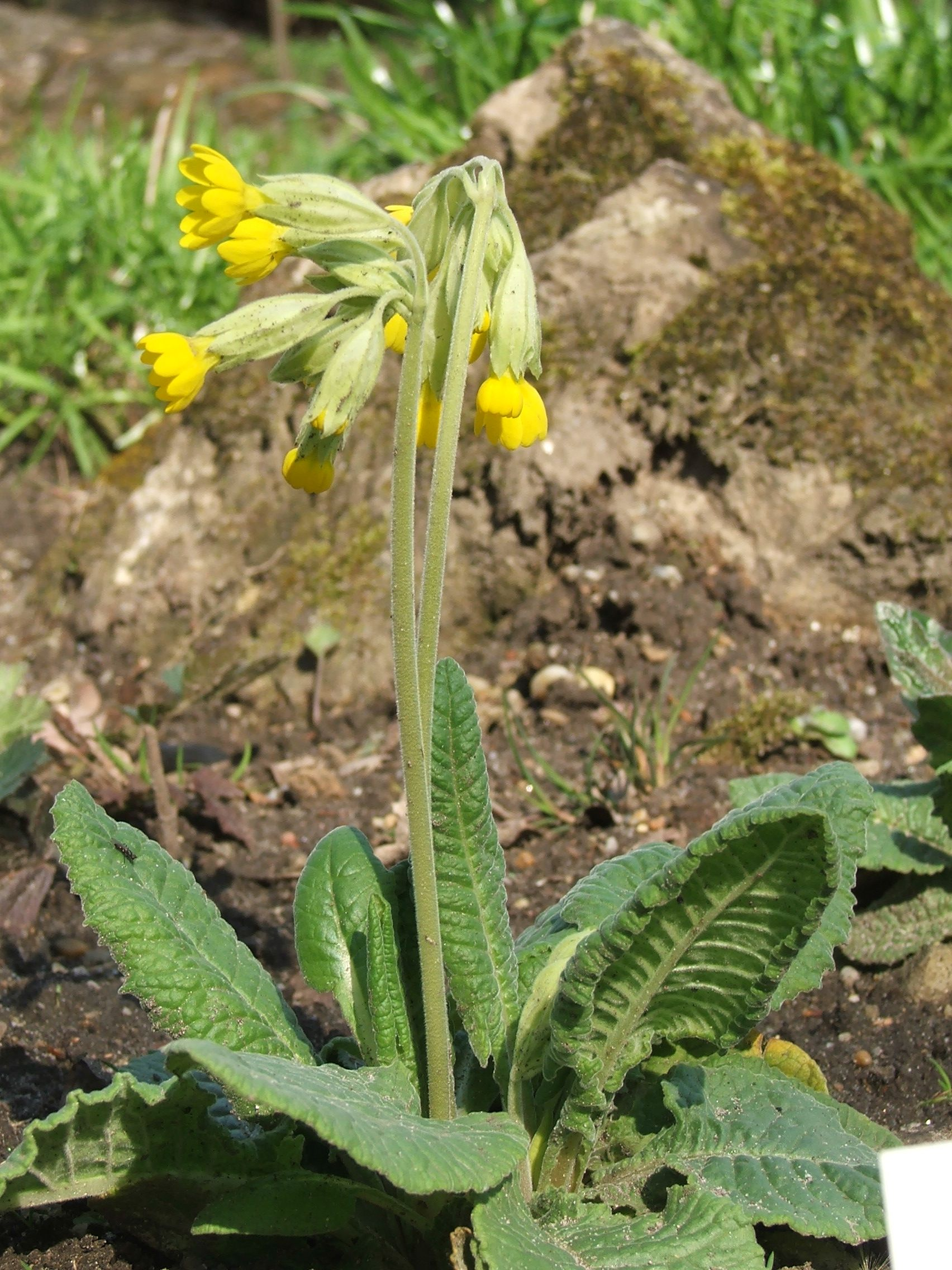
Primula veris subsp. suaveolens

Die Erstveröffentlichung von Primula veris erfolgte 1753 durch Carl von Linné in Species Plantarum. Der Gattungsname Primula kommt von Primus für „der Erste“. Das Artepitheton veris ist abgeleitet von ver für Frühling; Primula veris bedeutet also „die Erste des Frühlings“.
Primula veris gehört zur Sektion Primula aus der Untergattung Primula in der Gattung Primula.
Von Primula veris gibt es folgende Unterarten:
- Primula veris subsp. macrocalyx (Bunge) Lüdi (Synonym: Primula macrocalyx Bunge, Primula officinalis var. macrocalyx (Bunge) C.Koch, Primula uralensis Fisch. ex Rchb.): Sie wird von manchen Autoren[12][13] als eigene Art Primula macrocalyx Bunge angesehen. Sie kommt in Russland, in der Ukraine, in Georgien, Armenien, Aserbaidschan, in der Türkei und im Iran vor.[10]
- Primula veris subsp. suaveolens (Bertol.) Gutermann & Ehrend. (Syn.: Primula columnae Ten., Primula suaveolens Bertol., Primula suaveolens subsp. thomasinii (Gren. & Godr.) Nyman (das gleichzeitig mit diesem 1881 veröffentlichten Namen erzeugte Autonym Primula suaveolens subsp. suaveolens ist Grundlage des ältesten im Unterartrang verfügbaren und damit gültigen Epithets),[10] Primula veris subsp. columnae (Ten.) Lüdi): Sie kommt unter anderem in Spanien, Italien, in Griechenland und in der Türkei vor.[10]
- Primula veris L. subsp. veris: Die ökologischen Zeigerwerte nach Landolt et al. 2010 sind für diese Unterart in der Schweiz: Feuchtezahl F = 2+w+ (frisch aber stark wechselnd), Lichtzahl L = 4 (hell), Reaktionszahl R = 4 (neutral bis basisch), Temperaturzahl T = 3 (montan), Nährstoffzahl N = 2 (nährstoffarm), Kontinentalitätszahl K = 4 (subkontinental).[14]
- Primula veris subsp. canescens (Opiz) Hayek ex Lüdi (Syn.: Primula canescens Opiz)

### Hybriden
Die Echte Schlüsselblume (Primula veris) kann mit der Stängellosen Schlüsselblume (Primula vulgaris) Hybriden bilden, die Primula ×polyantha Mill. oder Primula ×variabilis Goupil non Bastard genannt werden und sowohl in den morphologischen als auch in den ökologischen Merkmalen zwischen den Elternarten stehen. Die Hybride wird oft übersehen oder falsch bestimmt. Eine wissenschaftliche Arbeit aus der Schweiz zeigt, dass Primula ×variabilis im Tessin nicht selten ist und immer mit seinen Stammarten anzutreffen ist.

## Verwendung

### Als Heilpflanze

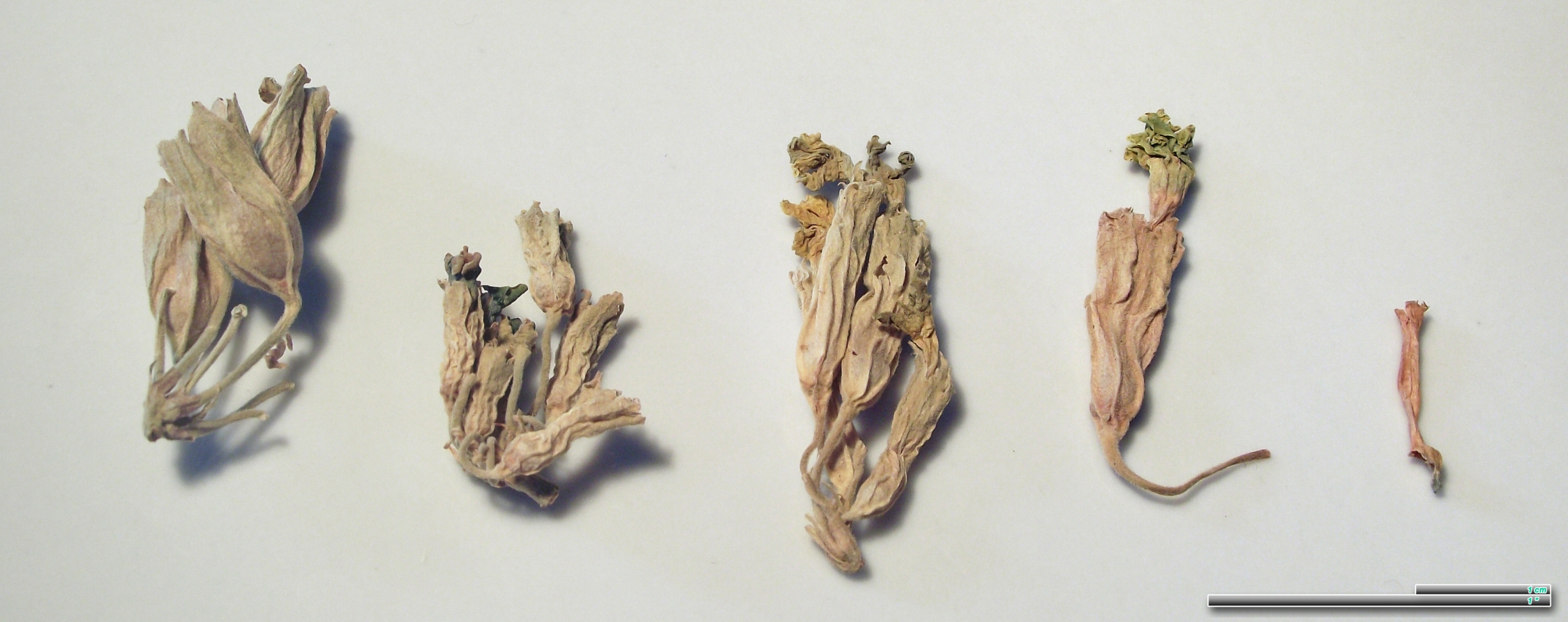
Primulae flos: Die Echte Schlüsselblume in Form ihrer Blütendroge

Schlüsselblumenblüten enthalten geringe Mengen an Saponinen, etwa drei Prozent Flavonoide -insbesondere Rutosid-, Carotinoide und Spuren von ätherischem Öl.
Die Wurzeln enthalten drei bis zwölf Prozent Triterpensaponine, beispielsweise Primulasaponin oder Primacrosaponin, Phenolglykosiden wie Primulaverin sowie seltene Zuckerstoffe. Die Triterpensaponine üben eine reizende Wirkung auf die Magenschleimhaut aus. Dieser Effekt soll über Nervenfasern reflektorisch die Bronchialschleimhaut dazu anregen, mehr Schleim zu produzieren. Hierdurch verdünnt sich das Sekret und erleichtert das Abhusten. Extrakte aus Schlüsselblumen werden vor allem bei Erkältungen mit verschleimtem Husten und Schnupfen als Begleitsymptomatik eingesetzt. Als Nebenwirkung der Anwendung konnten Magenschmerzen und Übelkeit sowie allergische Hautreaktionen festgestellt werden.
Frische, junge Schlüsselblumenblättchen können auch Salaten zugesetzt werden.

### Als Zierpflanze

Primula veris Zuchtform "Sunset Shades" mit orange-roten Blüten

Die Echte Schlüsselblume findet gelegentlich als Zierpflanze Verwendung. Gehölzgruppen, Rabatten und Steingärten in vollsonniger Lage sind geeignete Standorte. Die Vermehrung erfolgt durch Aussaat. Früher wurde sie gerne als Schnittblume in Blumensträußen verwendet. Heute gehören  Schlüsselblumen zu den besonders geschützte Arten. Das Pflücken und Sammeln im Freiland stellt einen Verstoß gegen die Bundesartenschutzverordnung dar und sollte auch im eigenen Garten möglichst unterbleiben.

### Sonstiges
Die Rhizome wurden früher auch für Niespulver verwendet. Mit den Blüten der Schlüsselblumen in kochendem Wasser wurden in der Schweiz und Österreich auch Ostereier gefärbt. Vom Sammeln der Pflanze sollte man jedoch absehen, da sie regional gefährdet und besonders geschützt ist.

## Kulturelle Bedeutung

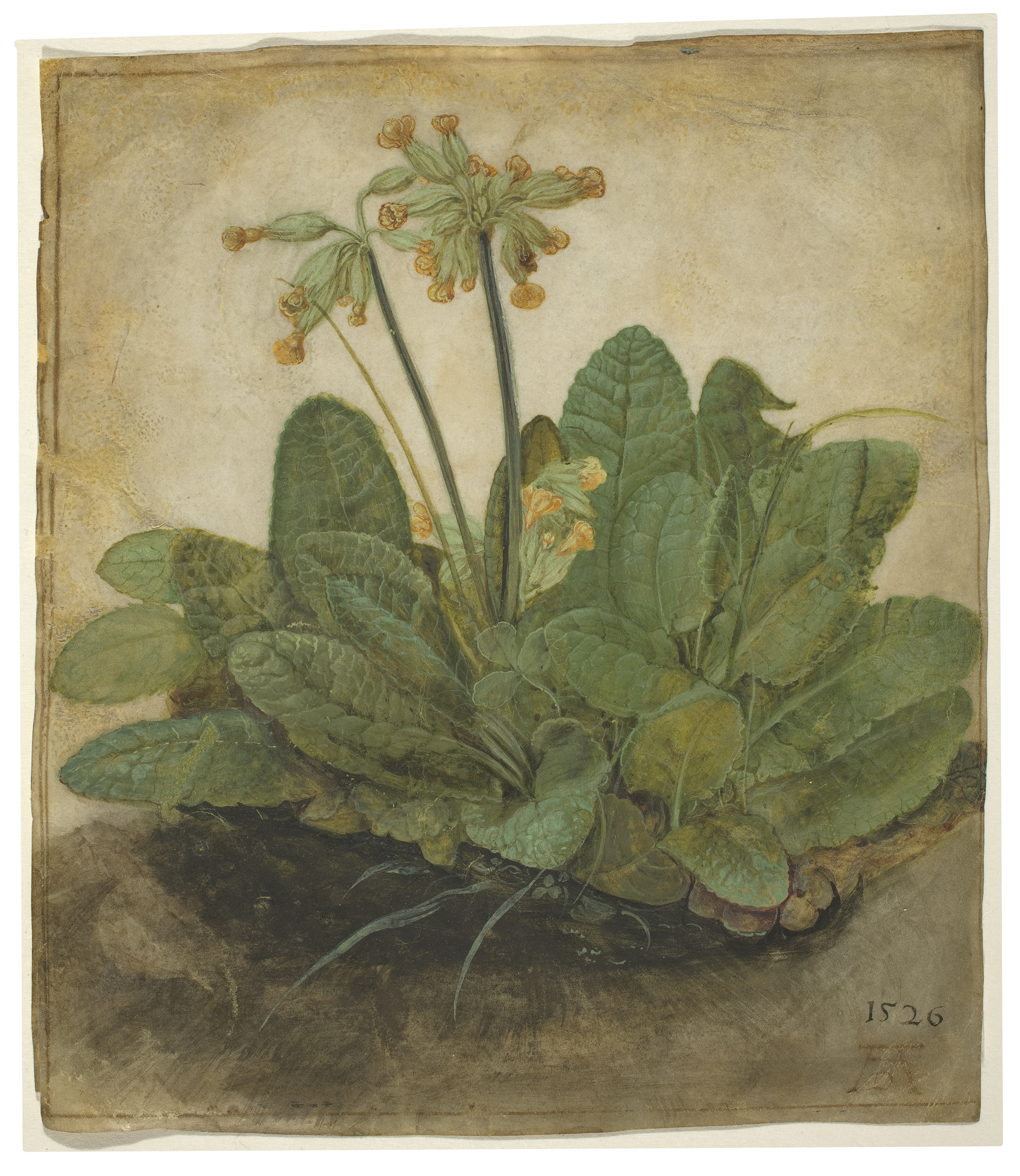
Albrecht Dürer: Büschel von Schlüsselblumen (1526), National Gallery of Art

Im Volksglauben galt die Echte Schlüsselblume als Schutz- und Fruchtbarkeitsmittel. In der germanischen Mythologie zählte sie zu den Pflanzen, die von Elfen und Nixen geliebt und beschützt werden. Auch wird von einer Sagengestalt, der Schlüsseljungfrau, berichtet, die auf ihrer Krone einen großen goldenen Schlüssel trägt und der Pflanze die Gabe verleiht, verborgene Schätze aufzuspüren.

### Poesie und Musik
Der Name „Himmelsschlüssel“ bezieht sich auch darauf, dass diese Pflanzenart als eines der himmelöffnenden Frühlingskräuter gilt.
Bildhaft wird die Pflanze auch im Text der Johannes-Passion von Johann Sebastian Bach (Bach-Werke-Verzeichnis 245, Nr. 31) in einem Bass-Arioso genannt mit den Worten:
Betrachte, meine Seel, mit ängstlichem Vergnügen,
Mit bittrer Lust und halb beklemmtem Herzen,
Dein höchstes Gut in Jesu Schmerzen,
Wie dir auf Dornen, so ihn stechen,
Die Himmelsschlüsselblumen blühn!
Du kannst viel süße Frucht von seiner Wermut brechen,
Drum sieh ohn' Unterlaß auf ihn!

### Märchen und Sagen
Hans Christian Andersen zählte die Schlüsselblume in seinem Weihnachtsmärchen „Der letzte Traum der alten Eiche“ mit anderen duftenden Blumen auf.
In den deutschen Sagen kommt oft eine weiße, gelbe oder blaue Wunderblume vor – wenn sie gelb ist, ist es eine Schlüsselblume, der Schlüssel zu unsichtbaren Pforten aus Erz und Stein. Eine Schweizer Sage erzählte von einer Bergjungfrau, die am Steinböckli bei Unterehrendingen auf Schlüsselblumen („Himmelschlüssel“) saß; eine Schlüsselblume verwandelte sich dann in der Hand eines Jünglings in eine Goldmünze. Die Schlüsselblume kommt in deutschen und niederländischen Sagen in Zusammenhang mit Petrus vor, der den Himmelsschlüssel fallen ließ, und an der Stelle, wo dieser auf Erden hinfiel, wuchsen Schlüsselblumen.